# The Pied Pipers
The Pied Pipers was een populaire Amerikaanse zanggroep aan het eind van de jaren 30 en 40 van de 20ste eeuw.

## Geschiedenis
In 1938 werkten een aantal zanggroepen mee aan de productie van Alexander's Ragtime Band van 20th Century Fox. Onder hen The Four Esquires, The Rhythm Kings and The King Sisters. Tijdens de lange wachttijden tussen de opnames leerden de leden van de groepen elkaar kennen en zo ontstond een nieuwe vocale groep. De oorspronkelijke achtkoppige bezetting bestond uit Jo Stafford en zeven mannelijke leden: John Huddleston, Hal Hopper, Chuck Lowry, Bud Hervey, George Tait, Woody Newbury en Dick Whittinghill.
Paul Weston and Axel Stordahl, die destijds de arrangementen schreven voor Tommy Dorsey's Big Band, hoorden van de groep en na een sessie bij Weston thuis kreeg de groep een contract aangeboden om op te treden in Dorsey's radioprogramma in New York. Na zes weken maakte de sponsor echter een eind aan het contract omdat hij zich niet kon vinden in het repertoire van de groep. Ze keerden terug naar Californië, maar intussen hadden ze in New York twee platen opgenomen voor RCA Records.
In Los Angeles werd de groep gereduceerd tot een kwartet: Jo Stafford en haar toenmalige echtgenoot John Huddleston, Chuck Lowry en nieuwkomer Billy Wilson. Ze hadden geen succes en net voor ze de groep wilden opdoeken, kregen ze uit Chicago een telefoontje van Tommy Dorsey. Nu ze nog slechts vier leden telden, kon hij hen een contract aanbieden. In 1939 verhuisde de groep naar Chicago. Clark Yocum, een voormalig gitarist en zanger uit Tommy Dorsey's Big Band, had intussen Billy Wilson vervangen.
In 1940 huurde Dorsey een jonge zanger in die voordien deel had uitgemaakt van het kwartet The Hoboken Four en Harry James' Orchestra:  Frank Sinatra. In datzelfde jaar scoorden Sinatra en de Pipers een geweldige hit met "I'll Never Smile Again". De groep zou met Sinatra nog tien keren in de hitlijsten verschijnen. In 1941 kreeg ook Jo Stafford een solohit met "Yes Indeed".
Rond Thanksgiving 1942 ontsloeg de vrij opvliegende Tommy Dorsey een van de Pipers na een banale ruzie. The Pipers namen massaal ontslag. Op dat ogenblik prijkte "There Are Such Things" van Frank Sinatra en de Pied Pipers op nummer 1 in de hitlijsten. Het zou hun laatste RCA-plaat worden met Dorsey.
Ze keerden terug naar Los Angeles en tekenden een contract met Capitol Records. Daar werkte nu Paul Weston en hij zou de arrangeur en orkestleider worden van de meeste opnames van de Pipers. Intussen waren Huddleston en Jo Stafford gescheiden. Huddleston verliet de groep om deel te nemen aan de Tweede Wereldoorlog en hij werd vervangen door Hal Hopper. Na 1944 had Jo Stafford een reeks nieuwe solohits en ze verliet de groep voor een solocarrière. June Hutton van The Stardusters nam haar plaats in. Stafford zou later huwen met Paul Weston.
Nadien scoorden de Pipers nog twaalf hitsingles op het Capitollabel, o.a. met "Dream" en "My Happiness", een countrylied dat in 1948 weer populair zou worden in de versie van Connie Francis. De groep werkte vanaf 1945 met Frank Sinatra nog een aantal tournees af. Ze werden tussen 1945 en 1947 trouwe gasten in zijn radioprogramma's.
In 1950 verliet ook June Hutton de groep voor een solocarrière. Ze werd eerst vervangen door Sue Allen en later door Virginia Marcy. .
The Pied Pipers werden in 2001 opgenomen in de Vocal Group Hall of Fame.